# Račić
Račić es un pueblo ubicado en el municipio de Bihać, en el cantón de Una-Sana, Bosnia y Herzegovina.

## Superficie
Posee una superficie de 14,69 kilómetros cuadrados.

## Demografía
Hasta 1991 la población era de 286 habitantes.